# Curculio
Curculio (лат.) — род жуков-долгоносиков (Curculionidae). Их обычно называют желудёвыми долгоносиками или ореховыми долгоносиками, поскольку они заражают семена деревьев, таких как дубы и гикори. Взрослая самка долгоносика проделывает крошечное отверстие в незрелом орехе, чтобы отложить яйца, из которых затем вылупляются безногие личинки. Осенью личинки проделывают отверстия в оболочке семени изнутри, чтобы выйти в почву, где они могут жить в течение года или двух, прежде чем превратятся во взрослых особей.

## Виды
- Curculio aurivestis Chittenden, 1927
- Curculio caryae (Horn, 1873)
- Curculio caryatrypes (Boheman, 1843)
- Curculio coccineae (Patton, 1897)
- Curculio confusor (Hamilton, 1893)
- Curculio elephas (Gyllenhal 1836)
- Curculio fulvus Chittenden, 1927
- Curculio glandium Marsham, 1802
- Curculio humeralis (Casey, 1897)
- Curculio iowensis (Casey, 1910)
- Curculio longidens Chittenden, 1927
- Curculio longinasus Chittenden, 1927
- Curculio macrodon Chittenden, 1927
- Curculio monticola (Casey, 1897)
- Curculio nanulus (Casey, 1897)
- Curculio nasicus (Say, 1831)
- Curculio neocorylus Harrington, 1881
- Curculio nucum Linnaeus, 1758
- Curculio obtusus (Blanchard, 1884)
- Curculio occidentis Casey, T.L., 1897
- Curculio orthorhynchus (Chittenden, 1908)
- Curculio pardalis (Chittenden, 1908)
- Curculio pardus Chittenden, 1927
- Curculio proboscideus Fabricius, 1775
- Curculio quercugriseae (Chittenden, 1908)
- Curculio rubidus Gyllenhal, L. in Schönherr, CJ., 1836
- Curculio rubipililineus Gibson, 1969
- Curculio sayi (Gyllenhal, 1836)
- Curculio strictus (Casey, 1897)
- Curculio sulcatulus (Casey, 1897)
- Curculio timidus (Casey, 1910)
- Curculio uniformis (LeConte, 1857)
- Curculio victoriensis (Chittenden, 1904)
- Curculio wenzeli Chittenden, 1927